# 沃特斯山
沃特斯山（英語：Mount Watters）是南極洲的山峰，位於奧次地，處於塞西亞冰原島峰以西，屬於阿倫山的一部分，由新西蘭的研究隊勘察，該山峰現時由南極條約體系管理。